# WCMC 2000
Die WCMC 2000 ist eine unabhängige Non-Profit-Naturschutzorganisation mit Sitz in Cambridge in Großbritannien.

## Geschichte
Die Geschichte der Organisation geht zurück auf das Jahr 1979, als die International Union for Conservation of Nature and Natural Resources (IUCN) in Cambridge ein Büro eröffnete. Aufgabe dieses Büros war es, die Entwicklung von gefährdeten Arten in der Welt unter Beobachtung zu stellen und entsprechend zu dokumentieren.
Der von der IUCN 1980 entwickelten World Conservation Strategy folgend, gründeten die IUCN im Jahre 1988 in einer Art Joint-Venture zusammen mit dem United Nations Environment Programme (UNEP) und dem World Wide Fund For Nature (WWF) das World Conservation Monitoring Centre (WCMC) in Cambridge und brachte darin ihr bestehendes Büro mit ein. Kurze Zeit später, am 9. Januar 1989, bekam das World Conservation Monitoring Centre von der für England und Wales zuständigen Charity Commission den Charity-Status erteilt. 1993 wurde knapp 4 km nordwestlich von Cambridge ein neues Gebäude gezogen für das die WCMC, wegen ihrer umweltgerechten Bauweise, 1995 den Green Award for Office (Grüne Auszeichnung für Büros) bekam.
In den Jahren bis 2000 erwarb sich die WCMC mit ihren Aktivitäten in Sachen weltweiten Artenschutz internationale Anerkennung und arbeitete vermehrt der UNEP und über ihre Verbindungen den nationalen und internationalen Entscheidungsträgern zu. So war es fast folgerichtig, die Aktivitäten der WCMC stärker auf die UNEP auszurichten. Einer Entscheidung vom 29. März 2000 folgend, wurde in einer Kooperationsvereinbarung alle Mitarbeiter und alle Aktivitäten des World Conservation Monitoring Centre per 15. Juni 2000 der UNEP unterstellt und das Unternehmen in UNEP World Conservation Monitoring Centre (UNEP-WCMC) umbenannt. Die Organisation World Conservation Monitoring Centre gab sich mit WCMC 2000 einen neuen Namen, behielt alle Immobilien und Einrichtung, überließ diese aber der UNEP zur Nutzung gegen Entgelt. Das UNEP World Conservation Monitoring Centre wie der UNUP gegenüber auch der WCMC 2000 berichtspflichtig, die als Wohltätigkeitsorganisation ihre Aktivitäten aber nun in den Hintergrund verlagert hat.
Während für die WCMC 2000 der Vorteil in der Kooperation mit der UNEP darin lag, ihren Zugang und Einfluss auf nationale und internationale Entscheidungsträger zu vergrößern, um damit ihr Ziel in Zukunft besser durchsetzen zu können, sah die UNEP ihre Vorteile darin einen direkteren Zugriff auf Biodiversitäts-Informationen, wissenschaftliches Know-how und eine bessere Unterstützung zur Entscheidungsfindung in Sachen Artenschutz zu bekommen.